# Cebuanos
Os cebuanos constituem um  subgrupo  do povo visaiano cuja primeira língua é o cebuano, uma língua austronésia que é também a língua franca de Mindanao.

## História
Os primeiros habitantes da ilha de Cebu foram austronésios que se instalaram nas Filipinas, cerca de 30.000 anos atrás. Hábeis navegadores, desenvolveram a navegação ao longo de todo o Sudeste da Ásia e da Oceania.
Os cebuanos praticavam crenças animistas. Comerciantes muçulmanos da Malásia e da Indonésia estabeleceram relações comerciais com os habitantes das Filipinas, entre os séculos XIII e XVI, ao mesmo tempo que introduziram a sua religião entre a população local, que era então organizada em grupos governados por chefes tribais chamados datus e rajahs.
A chegada do explorador português, Fernão de Magalhães em 1521 deu início ao período de colonização européia. Entre os séculos XVI e XX,  a Espanha e  também os Estados Unidos  colonizaram as ilhas,  que alcançaram a sua independência em 1946.

## População
Hoje, a população de Cebu é de cerca de 3.850.000 pessoas. A maioria é constituída de filipinos de origem malaia, enquanto  grupos tribais, como os negritos, formam uma pequena minoria da população da ilha.
Uma minoria de cebuanos também tem ascendência europeia (espanhola, portuguesa, norte-americana) ou de outros grupos étnicos brancos. Há também descendentes de asiáticos (chineses, japoneses e outros).

## Língua

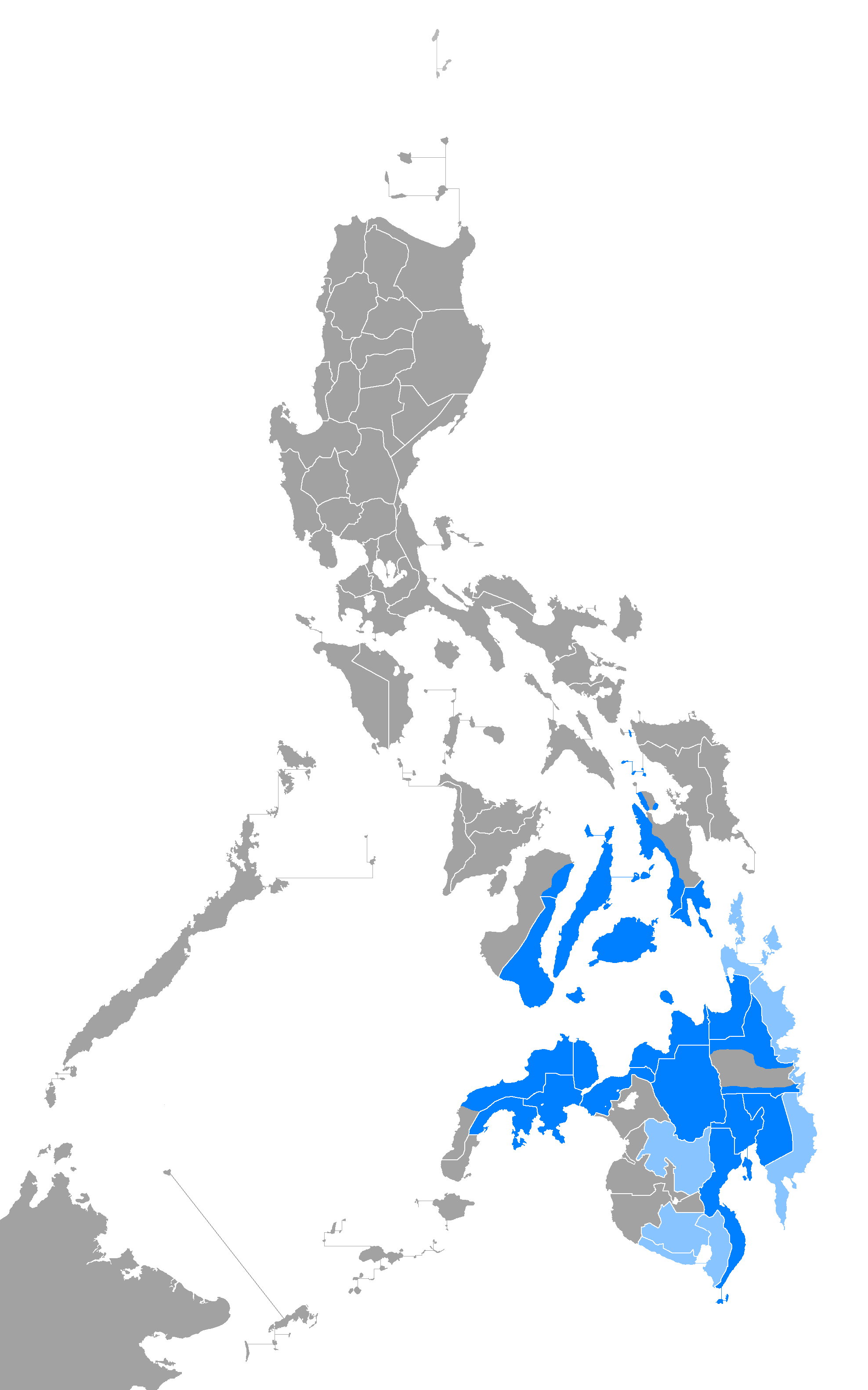
Distribuição da língua cebuana nas Filipinas.

A  língua cebuana, com cerca de 25.000.000 de falantes no país, é a mais falada entre as línguas visaianas. A maior parte dos falantes encontra-se em  Cebu, Bohol, Siquijor, Biliran, Leyte Ocidental e Leyte Meridional,  Negros oriental e na maior parte do norte de Mindanao.
inglês e  ofilipino são usados na educação, na mídia e no governo. Outras  línguas estrangeiras faladas incluem o espanhol e o chinês.

## Cultura
A cultura cebuana é tradicionalmente caracterizada como uma mistura de tradições  malaias e espanholas, com influências dos Estados Unidos e da cultura asiática. A maioria da sua população é católica, mas há também  seguidores do islamismo e do budismo.
Entre as suas festividades famosas estão a festa Sinulog, que é cristã, e o festival tribal, comemorado anualmente na terceira semana de janeiro.